# Окене
Окене (англ. Okene) — город и район местного управления в Нигерии, в штате Коги. В городе большей частью проживают люди народности Эбира, распространенной в центральной Нигерии, которые говорят на одноименном языке.
В 1991 году, согласно всенигерийской переписи, в городе проживало 312 775 человек, а уже к 2007 году эта цифра возросла до 498 877 человек.
Окене является родным городом известного канадско-украинского хоккеиста и игрока НХЛ, Акима Алиу (англ. Akim Aliu).